# Hareskov Kirke
Hareskov Kirke ligger i den nordlige del af Hareskovby ca. 14 km NV for Københavns centrum (Region Hovedstaden).

## Eksterne kilder og henvisninger
- Hareskov Kirke Arkiveret 15. september 2011 hos  Wayback Machine på nordenskirker.dk
- Hareskov Kirke på KortTilKirken.dk

- Wikimedia Commons har flere filer relateret til Hareskov Kirke